# Armand Mouyal
Armand Mouyal (ur. 13 października 1925 w Oranie, zm. 15 lipca 1988 w Bures-sur-Yvette) – francuski szpadzista, brązowy medalista olimpijski i wielokrotny medalista mistrzostw świata.
Na igrzyskach olimpijskich w Helsinkach w 1952 roku drużynowo odpadł w ćwierćfinałach, a indywidualnie w pierwszej rundzie. Na rozgrywanych cztery lata później igrzyskach olimpijskich w Melbourne razem z Yvesem Dreyfusem, Claude’em Nigonem, Danielem Dagallierem i René Queyrouxem zdobył drużynowo brązowy medal. W zawodach indywidualnych dotarł do półfinałów. Brał też udział w igrzyskach olimpijskich w Rzymie w 1960 roku, gdzie był siódmy indywidualnie i dziewiąty w zawodach drużynowych.
Podczas mistrzostw świata w Sztokholmie w 1951 roku Alain Besseche, René Bougnol, Jacques Coutrot, Daniel Dagallier, Armand Mouyal i Armand Simon zdobyli drużynowo złoty medal. W tej samej konkurencji zdobywał następnie srebrne medale na mistrzostwach świata w Brukseli (1953), mistrzostwach świata w Rzymie (1955), mistrzostwach świata w Turynie (1961) i mistrzostwach świata w Gdańsku (1963) oraz brązowe na mistrzostwach świata w Luksemburgu (1954) i mistrzostwach świata w Filadelfii (1958). Ponadto wywalczył też złoty medal w turnieju indywidualnym na mistrzostwach świata w Paryżu (1957), wyprzedzając Węgra Gurgyego Baranyiego i Włocha Franco Bertinettiego.
Zdobywał tytuły indywidualnego mistrza Francji w latach 1952–1954, 1957 i 1959.